# Elènia menuda de l'Equador
L'elènia menuda de l'Equador (Elaenia brachyptera) és un ocell de la família dels tirànids (Tyrannidae).

## Hàbitat i distribució
Habita garrigues, bosc obert, vegetació secundària i sabanes, localment a turons i muntanyes fins als 2200 m del sud-oest de, Colòmbia i nord-oest de l'Equador.

## Taxonomia
Considerada fins fa poc una subespècie de l'elènia menuda comuna (Elaenia chiriquensis), avui es considera una espècie de ple dret arran els treballs de Rheindt et al. 2015.